# Vidinská oblast
Vidinská oblast (bulharsky Област Видин) je jedna z oblastí Bulharska. Leží na severozápadě země a jejím správním střediskem je Vidin.

## Administrativní dělení

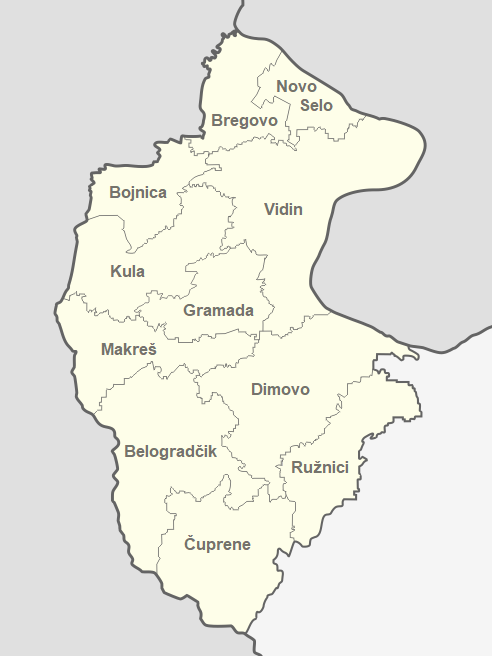
Vidinská oblast

Oblast se administrativně dělí na 11 obštin.
| Obština - Belogradčik - Bojnica - Bregovo - Čuprene - Dimovo - Gramada - Kula - Makreš - Novo Selo - Ružinci - Vidin | Sídlo - Belogradčik - Bojnica - Bregovo - Čuprene - Dimovo - Gramada - Kula - Makreš - Novo Selo - Ružinci - Vidin |

## Města
Kromě sídelních měst jednotlivých obštin, přičemž Bojnica, Čuprene, Makreš, Novo Selo a Ružinci městem nejsou, se zde nachází město Dunavci.

## Obyvatelstvo
K 15. prosinci 2024 v oblasti žilo 88 206 obyvatel a bylo zde trvale hlášeno 95 433 obyvatel. Podle sčítání 7. září 2021 bylo národnostní složení následující:
- Bulhaři: 68 143 (92.5 %)
- Romové: 5 055 (6.9 %)
- Turci: 65 (0.1 %)
- ostatní[p 2]: 404 (0.5 %)